# Desoxycytidindiphosphat
Desoxycytidindiphosphat (dCDP) ist ein Nukleotid. Es ist ein Derivat des Desoxycytidins mit einer Pyrophosphatgruppe und trägt eine Phosphatgruppe weniger als Desoxycytidintriphosphat.

## Biosynthese und biologische Bedeutung
Desoxycytidindiphosphat ist ein Precursor in der Biosynthese von DNA. Es wird durch Ribonukleotid-Reduktase aus Cytidindiphosphat gebildet. Es wird durch eine Nukleosid-Diphosphat-Kinase in Desoxycytidintriphosphat umgewandelt.

## Verwendung
Die Umsetzung von Cytidindiphosphat und Cytidintriphosphat zu Desoxycytidindiphosphat und Desoxycytidintriphosphat kann als Maß für die Enzymaktivität der Ribonukleotid-Reduktase in Zellen dienen.